# Pristomyrmex
Pristomyrmex is een geslacht van vliesvleugelige insecten van de familie Mieren (Formicidae).

## Soorten
- P. acerosus Wang, M., 2003
- P. africanus Karavaiev, 1931
- P. bicolor Emery, 1900
- P. bispinosus (Donisthorpe, 1949)
- P. boltoni Wang, M., 2003
- P. brevispinosus Emery, 1887
- P. browni Wang, M., 2003
- P. cebuensis Zettel, 2007
- P. coggii Emery, 1897
- P. collinus Wang, M., 2003
- P. costatus Wang, M., 2003
- P. cribrarius Arnold, 1926
- P. curvulus Wang, M., 2003
- P. distinguendus Zettel, 2006
- P. divisus Wang, M., 2003
- P. eduardi Forel, 1914
- P. erythropygus Taylor, 1968
- P. flatus Wang, M., 2003
- P. fossulatus (Forel, 1910)
- P. foveolatus Taylor, 1965
- P. fuscipennis (Smith, F., 1861)
- P. hamatus Xu & Zhang, 2002
- P. hirsutus Wang, M., 2003
- P. inermis Wang, M., 2003
- P. largus Wang, M., 2003
- P. levigatus Emery, 1897
- P. longispinus Wang, M., 2003
- P. longus Wang, M., 2003
- P. lucidus Emery, 1897
- P. mandibularis Mann, 1921
- P. minusculus Wang, M., 2003
- P. modestus Wang, M., 2003
- P. nitidissimus Donisthorpe, 1949
- P. obesus Mann, 1919
- P. occultus Wang, M., 2003

- P. orbiceps (Santschi, 1914)
- P. picteti Emery, 1893
- P. pollux Donisthorpe, 1944
- P. profundus Wang, M., 2003
- P. pulcher Wang, M., 2003
- P. punctatus (Smith, F., 1860)
- P. quadridens Emery, 1897
- P. quadridentatus (André, 1905)
- P. quindentatus Wang, M., 2003
- P. reticulatus Donisthorpe, 1949
- P. rigidus Wang, M., 2003
- P. rugosus Zettel, 2006
- P. schoedli Zettel, 2006
- P. simplex Wang, M., 2003
- P. sulcatus Emery, 1895
- P. thoracicus Taylor, 1965
- P. trachylissus (Smith, F., 1858)
- P. trispinosus (Donisthorpe, 1946)
- P. trogor Bolton, 1981
- P. umbripennis (Smith, F., 1863)
- P. wheeleri Taylor, 1965
- P. wilsoni Taylor, 1968